# 布赖斯高地区古塔赫
布赖斯高地区古塔赫（德語：Gutach im Breisgau，發音：[ˈɡuːtax ʔɪm ˈbʁaɪsɡaʊ]）是德国巴登-符腾堡州弗赖堡行政区埃门丁根县的市镇，面积24.77平方千米，2023年12月31日人口为4,707人。